# Grand Central Publishing
Grand Central Publishing ist ein Buchverlag der Hachette Book Group, der 1970 ursprünglich als Warner Books gegründet wurde, als die Kinney National Company die Paperback Library übernahm. Als Time Warner im März 2006 sein Buchverlagsgeschäft an Hachette Livre verkaufte, wurden die nordamerikanischen Aktivitäten der Time Warner Book Group in Hachette Book Group umbenannt, während der Verlag Warner Books in Grand Central Publishing umbenannt wurde, unter anderem aufgrund der Nähe der neuen Büros zum New Yorker Grand Central Terminal.
Neben dem eigentlichen Grand Central Imprint hat Grand Central Publishing mehrere Subimprints, darunter Balance, Forever/Forever Yours, Legacy Lit und Twelve.

## Forever/Forever Yours
Forever ist bekannt für seine große Bandbreite an Liebesromanen. Von den Bestsellerautorinnen historischer Liebesromane, Jennifer Haymore und Paula Quinn, über beliebte zeitgenössische Autorinnen wie Bella Riley und Jill Shalvis bis hin zu Larissa Iones düsteren paranormalen Romanen. Forever Yours ist ein digitales Liebesroman-Imprint, das Neuerscheinungen und Backlist-Titel des Forever Imprints veröffentlicht.

## Balance
Bei Balance veröffentlichen Autoren und Experten praxisorientierte, integrative Titel aus den Bereichen Gesundheit, Wellness, Spiritualität, Business, Leadership und Lifestyle.

## Legacy Lit
Legacy Lit ist ein Imprint, das sich auf Themen, Autoren und Bevölkerungsgruppen spezialisiert, die bisher unterrepräsentiert sind. Ab 2022 sollte Legacy Lit jedes Jahr 12 bis 15 Titel veröffentlichen.

## Twelve
Twelve wurde 2006 gegründet und ist dafür bekannt, nur ein Buch pro Monat herauszubringen. Der Verlag, der als „Boutique“ gilt, hat Titel von Christopher Hitchens, Benjamin Hale, Daniel Menaker und Ben Schreckinger herausgebracht. Twelve gilt als „Prestigeverlag“.